# NGC 493
NGC 493 يشار إليها أحيانا باسم PGC 4979 أو GC 281، وهي مجرة حلزونية تقع في كوكبة قيطس. تبعد حوالي 90 مليون سنة ضوئية من الأرض وتم اكتشافها في 20 ديسمبر 1786 من قبل عالم الفلك ويليام هيرشيل. ولوحظ أيضا من قبل ابنه جون هيرشل. تم وصف المجرة بأنها «خافتة جدا وكبيرة وممددة إلى حد كبير 60 درجة» مع وسط أكثر إشراقا.

## وصلات خارجية
- NGC 493 على موقع ويكي سكاي: DSS2, SDSS, GALEX, IRAS, Hydrogen α, X-Ray, Astrophoto, Sky Map, Articles and images